# Braingame Publishing
Braingame Publishing war ein deutscher Computerspielentwickler und Publisher für Edutainment-Software, der 1994 unter dem Namen Ruske & Pühretmaier Design und Multimedia in Wiesbaden gegründet wurde. Braingame galt als einer der führenden Anbieter im Bereich interaktiver Bildung. Mit Opera Fatal, Physikus, Mathica und weiteren Titeln der Reihe Heureka Classics gilt Braingame als Begründer des Computerspielgenres Lernadventure.

## Geschichte
Der deutsche Fotograf Axel Ruske und die Musikwissenschaftlerin Anita Pühretmaier gründeten 1994 die Ruske & Pühretmaier Design und Multimedia GmbH. Was zunächst als Dienstleistungsunternehmen in den Bereichen Grafikdesign und Fotografie begann, entwickelte sich später zum Entwicklerstudio und wurde 2005 in Braingame Publishing umbenannt. Das erklärte Ziel war es, mit gewaltfreien, lehrreichen und dennoch spannenden Computerspielen eine Alternative zu bisherigen Entwicklern zu etablieren.

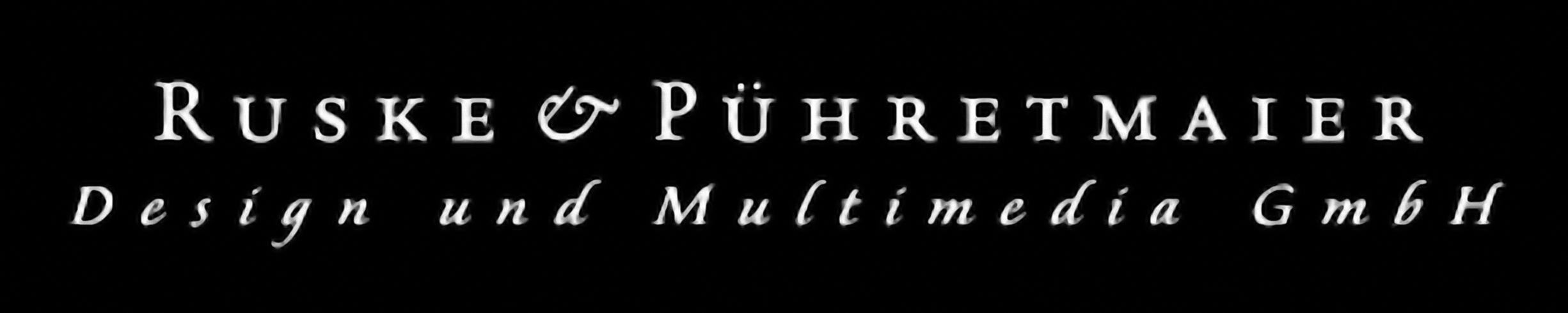
Altes Logo bis 2002

Der erste Titel, den Ruske & Pühretmaier 1996 veröffentlichte, war das digitale Lernspiel für Musik Opera Fatal, das aus einer Diplomarbeit von Anita Pühretmaier hervorging. Es wurde ein internationaler Erfolg und erhielt eine Reihe bedeutender Auszeichnungen. Bis 2005 kamen weitere Edutainment-Spiele wie u. a. Physikus, Chemicus und Mathica hinzu, die wie Opera Fatal vom Heureka-Klett-Softwareverlag vertrieben wurden. Ab 2002 entwickelte das Unternehmen unter dem neuen Namen Ruske & Pühretmaier Edutainment bevor es 2004 in Braingame Publishing umbenannt wurde.  
Im Jahr 2005 kaufte Braingame die Rechte an den bis dahin erschienenen Spielen von Heureka-Klett und veröffentlichte sie fortan selbst. Mit der Reihe Heureka Classics legte Braingame die Lernadventures in einer technisch überarbeiteten Version neu auf. In den darauffolgenden Jahren entwickelte das Unternehmen neben weiteren Lernspielen für PC, Mac, Wii und Nintendo DS zunehmend auch Lehrsoftware für Schulen.
2012 wurde die Braingame Publishing GmbH aufgelöst. Alle Rechte an den Produkten wurden 2013 an die ARUS Media GmbH von Axel Ruske übertragen. Das Medienunternehmen führt die Entwicklung nicht fort, sondern vertreibt nur die bis dahin erschienenen Software-Produkte.

## Produkte

### Lernspiele
- Opera Fatal (1996)
- Physikus (1999)
- Chemicus (2001, entwickelt von bvm)
- Welt der Wunder – Eine Insel in Gefahr (2001)
- Welt der Wunder – Eine Stadt spielt verrückt (2001)
- Mathica (2002)
- Historion (2002)
- Chaos am Set? (2002, entwickelt von bvm)
- Brand im Hafen? (2002, entwickelt von bvm)
- Chemicus II – Die versunkene Stadt (2002, entwickelt von bvm)
- Bioscopia (Biolab) (2002)
- Informaticus (2003, entwickelt von bvm)
- Physicus – Die Rückkehr (2003)
- Geograficus (2003)
- Sagaland (2004)
- Der zerstreute Pharao (2004)
- Die Geburt des Universums – Ruhemasse Null (2004)
- Das Original Malefiz-Spiel (2005)
- Technicus – 10 Hours left (2005)
- Flipps galaktische Abenteuer (2005)
- Meine Tierklinik (2005)
- Mission: Schatztaucher (2006, entwickelt von bvm)
- Käpt’n Säbelzahn (2006)
- Meine Tierklinik in Afrika (2006)
- Historion: Babylons Fluch (2007)
- Solitaire DS (2007)
- Meine Tierklinik in Australien (2007)
- Mission: Amazonas (2007, entwickelt von bvm)
- Mahjong DS (2008)
- Mäh Jongg DS (2009)

### Sonstige Spiele
- Perry Rhodan: The Adventure (2008)

### Lehr- und Lernsoftware
- Mathematik – Spielerische Lehrmodule 1
- Mathematik – Spielerische Lehrmodule 2
- Mathematik – Spielerische Lehrmodule 3
- Rechnen lernen mit der Maus
- Mathe-Buddy 5. Klasse
- Mathe-Buddy 6. Klasse
- PONS Vokabel-Buddy Englisch
- PONS Spanisch-Buddy
- PONS Englisch-Buddy
- Geografie Interaktiv
- Chemie – Das Periodensystem Interaktiv
- Das Auge Interaktiv
- Task Magic – Autorentool für den interaktiven Unterricht
- Helen Doron English Activity Creator and Player
- Edison Physik-Simulationsprogramm
- Newton Physik-Simulationsprogramm